# Bataixiürt
Bataixiürt (en rus: Баташюрт) és un poble de la república del Daguestan, a Rússia. Segons el cens del 2010 tenia 3.298 habitants.